# Anurophorus unguiculus
Anurophorus unguiculus is een springstaartensoort uit de familie van de Isotomidae. De wetenschappelijke naam van de soort is voor het eerst geldig gepubliceerd in 1940 door Bagnall.